# كالفين ديكنسون
كالفين ديكنسون (3 نوفمبر 1996 بديربان في جنوب أفريقيا - ) (بالإنجليزية: Calvin Dickinson)‏ هو لاعب كريكت بريطاني. لعب مع نادي مقاطعة هامبشاير للكريكت ‏ ونادي الكريكت في جامعة أكسفورد ‏.

## وصلات خارجية
- كالفين ديكنسون على موقع إي آس بي آن كريك إنفو (الإنجليزية)